# Innokenti Fjodorowitsch Bespalow
Innokenti Fjodorowitsch Bespalow (russisch Иннокентий Фёдорович Безпалов; * 26. Novemberjul. / 8. Dezember 1877greg. in Natalinski Priisk, Gouvernement Jenisseisk; † 9. März 1959 in Leningrad) war ein russisch-sowjetischer Architekt und Bildhauer.

## Leben
Bespalow besuchte 1895–1897 die Tomsker Alexei-Realschule. Wegen seiner Organisation einer Kasse für gegenseitige Hilfe und einer Bibliothek mit unerlaubten Büchern von Karl Marx, Nikolai Tschernyschewski, Dmitri Pissarew und anderen wurde Bespalows Ausschluss von der Schule erwogen, aber man begnügte sich mit einer niedrigen Bewertung im Abgangszeugnis.
1898 begann Bespalow in St. Petersburg das Studium an der Kunsthochschule der Kaiserlichen Akademie der Künste (IACh). Neben der Architektur studierte er Malerei bei Ilja Repin und Bildhauerei bei Wladimir Beklemischew. 1899 wurde er wegen Teilnahme an einer Studentenversammlung in der Universität bis zum folgenden Jahr nach Nischni Nowgorod verbannt. 1901 wurde er wegen Beteiligung an der Studentenbewegung verhaftet und für zwei Jahre nach Sibirien verbannt. Danach konnte er an die IACh zurückkehren, wo er ständiger Sekretär der Kasse für gegenseitige Hilfe war.
Noch als Student war Bespalow Assistent Wladimir Pokrowskis beim Bau der Mariä-Schutz-und-Fürbitte-Kirche und weiterer kirchlicher Gebäude auf dem Landgut der Golubews in Parchomiwka (1904–1905). Bei Pokrowskis Bau der Peter-und-Paul-Kirche der Schlüsselburger Pulverfabriken (SchPS), an dem der Künstler Nicholas Roerich beteiligt war und Mosaik-Arbeiten aus der privaten Werkstatt Wladimir Frolows verwendet wurden, leitete Bespalow die Bauarbeiten vor Ort (1904–1907; die Kirche wurde nach mehreren Schließungsbeschlüssen 1938 geschlossen und im Deutsch-Sowjetischen Krieg während der Leningrader Blockade zerstört). Auch baute er für die SchPS einen Klub, Wohnhäuser und Ausstellungspavillons. 1909 fertigte er für ein Jubiläumsalbum der SchPS aquarellierte Zeichnungen der Fabriken, Werkstätten und Maschinen und Porträts der Arbeiter an. Beschrieben wurde in dem Band die Geschichte der SchPS, zu deren Gründern und Direktoren der deutsche Pulverfabrikant Max Duttenhofer gehörte. Bespalow schuf nach Duttenhofers Tod 1903 eine lebensgroße Statue Duttenhofers, die in Duttenhofers Pulverfabrik Rottweil kam, und auch eine Büste Duttenhofers.
Im Mai 1910 schloss Bespalow sein Studium an der IACh mit seinem Diplomprojekt eines Staatsduma-Gebäudes als Architekt-Künstlers ab. Darauf organisierte er für die Durchführung seiner Bauaufträge ein Bauarbeiter-Artel, das bis 1913 bestand.
Nach der Oktoberrevolution wurde Bespalow 1919 Geschäftsführer und Technischer Direktor des Petrograder Staatlichen Automobilwerks (POGARS). Während des Russischen Bürgerkriegs und des Polnisch-Sowjetischen Kriegs war er zusätzlich von März 1920 bis März 1921 Sonderbevollmächtigter für Auto-Instandhaltung an der Westfront. Im Juli 1924 wurde er Leiter der Abteilung für Technik und Produktion der Zentralverwaltung der Staatlichen Automobilwerke (ZUGAS) in Moskau. Im Juli 1925 wurde er Leiter der Mobilisierungsabteilung der Industrie-Hauptverwaltung für Metalle in Moskau. 1926 wurde er Präsidiumsmitglied des Volkswirtschaftsrats Leningrads und leitete dessen Technik-Abteilung.
Neben seiner Verwaltungstätigkeit übernahm Bespalow Bauaufträge. Insbesondere baute er 1925 für Iwan Pawlows Leningrader Institut für Physiologie in Koltuschi, Rajon Wsewoloschsk, ein Laboratoriumsgebäude und Landhäuser.
Im November 1928 wurde Bespalow Chef des Bau- und Projektierungsbüros des Worowski-Zementwerks in Leningrad und sanierte die Werksgebäude.
Als 1930–1932 nach dem Projekt der Architekten Alexander Gegello, Andrei Ol und Noi Trozki mit Beteiligung von Bespalow, Nikolai Lansere, Georgi Schtschuko und Alexei Duschkin der Leningrader OGPU-Gebäudekomplex am Liteiny Prospekt 4 gebaut wurde, fügte Bespalow das Haus der Pässe am Liteiny Prospekt 6 und die umgebaute Sergijew-Kathedrale (Liteiny Prospekt 6a) hinzu.
Im März 1931 wurde Bespalow verhaftet, als ein Schauprozess wegen antisowjetischer Aktivitäten stattfand. Auf Bitten Iwan Pawlows wurde er 1935 auf Bewährung freigelassen und ließ sich in Koltuschi nieder. Rehabilitiert wurde er 1989.
Im Deutsch-Sowjetischen Krieg während der Leningrader Blockade war Bespalow Vizedirektor des Pawlowschen Instituts für Physiologie in Leningrad. Er vertrat den evakuierten Direktor Leon Orbeli und sorgte für den andauernden Betrieb des Instituts, so dass die verbliebene Gruppe der wissenschaftlichen Mitarbeiter überlebte.
1952 wurde Bespalow wissenschaftlicher Senior-Mitarbeiter der Leningrader Filiale der Akademie der Architektur der UdSSR. Am 1. Oktober 1956 ging er in Pension. 1957 verteidigte er mit Erfolg seine Dissertation über das neue schalldämpfende Material Kordin für die Promotion zum Kandidaten der technischen Wissenschaften.
Bespalow starb am 9. März 1959 und wurde auf dem Leningrader Serafimowskoje-Friedhof begraben.

## Ehrungen
- Medaille „Für die Verteidigung Leningrads“ (1943)
- Medaille „Für heldenmütige Arbeit im Großen Vaterländischen Krieg 1941–1945“ (1945)

## Werke (Auswahl)

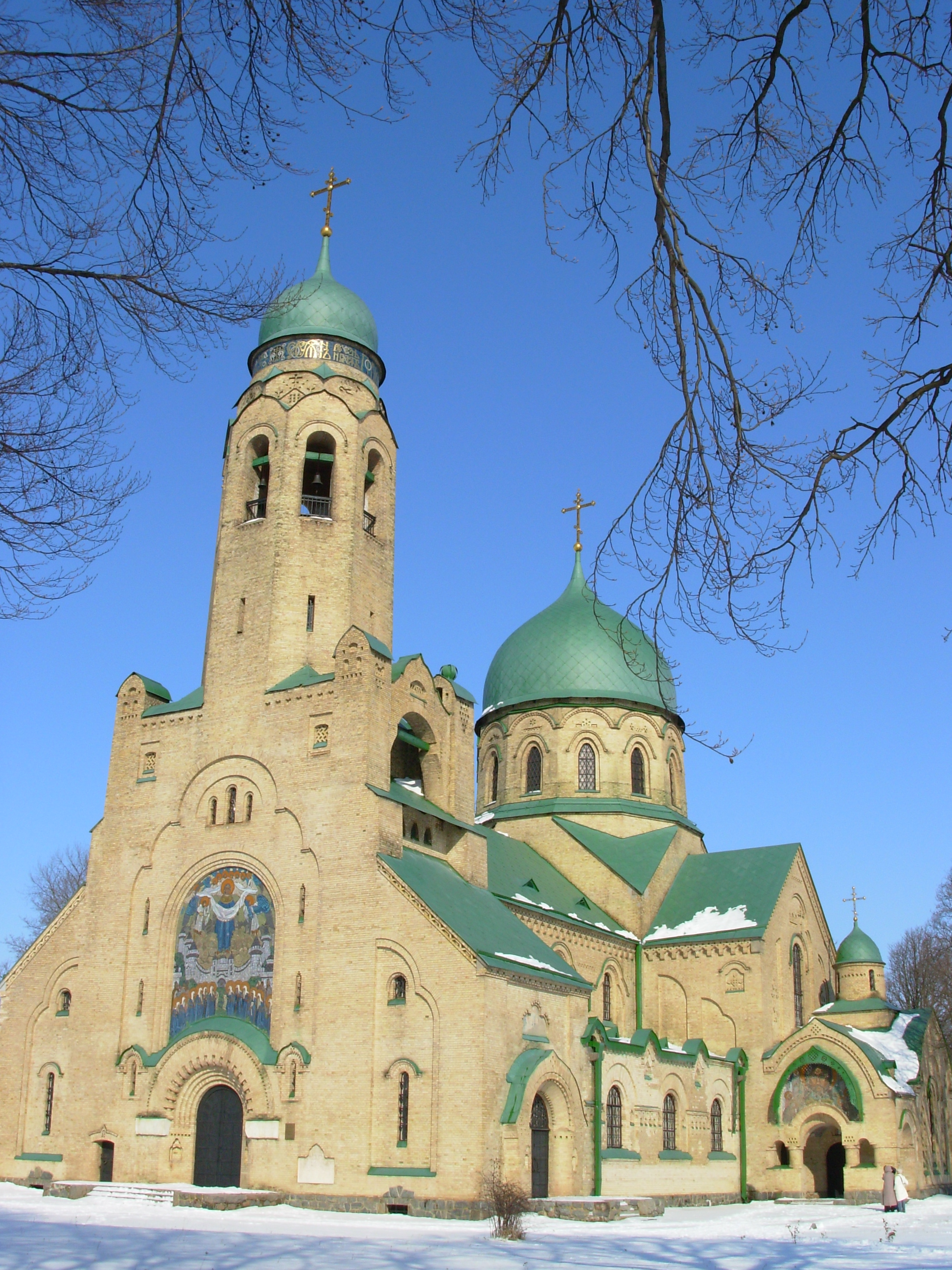
Mariä-Schutz-und-Fürbitte-Kirche, Parchomiwka (1904–1905)
Titelblatt des Albums zum Jubiläum der SchPS 1909
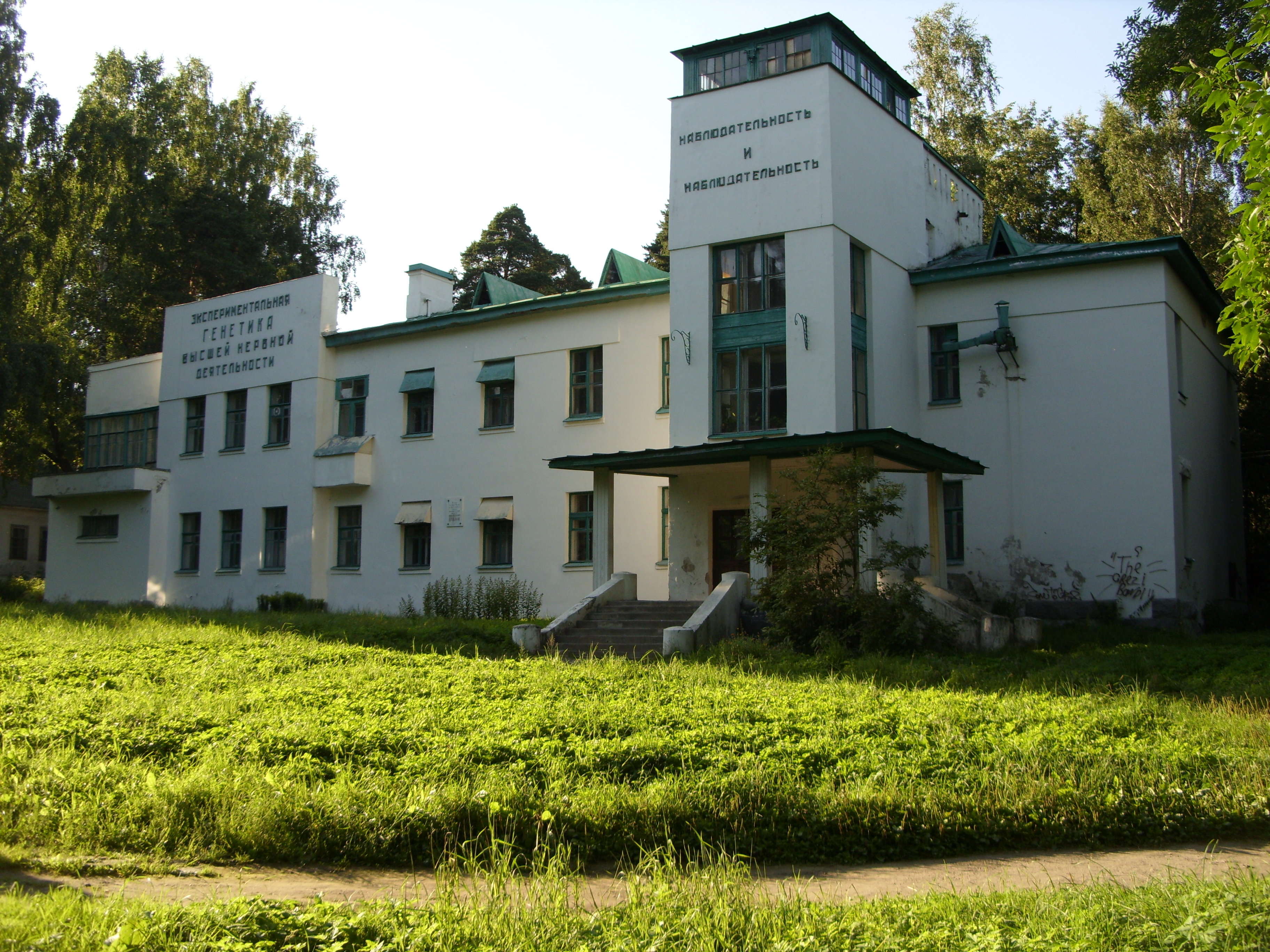
Physiologisches Laboratorium Koltuschi (1925)
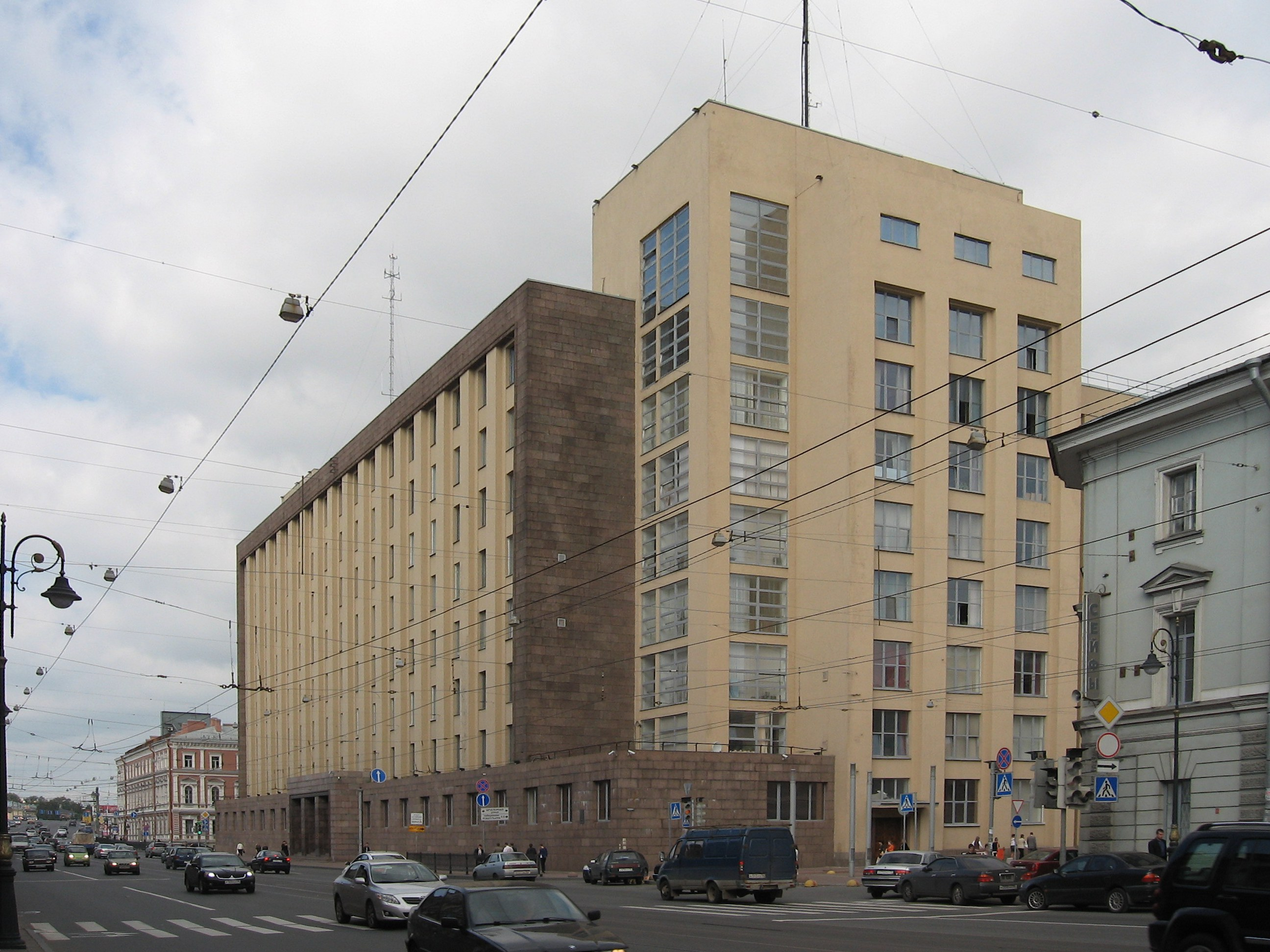
OGPU-Gebäude (1931–1932), Liteiny Prospekt 4, St. Petersburg
Charles Darwin (1935), Institut für Experimentelle Medizin, Uliza Akademika Pawlowa 9, St. Petersburg[1]
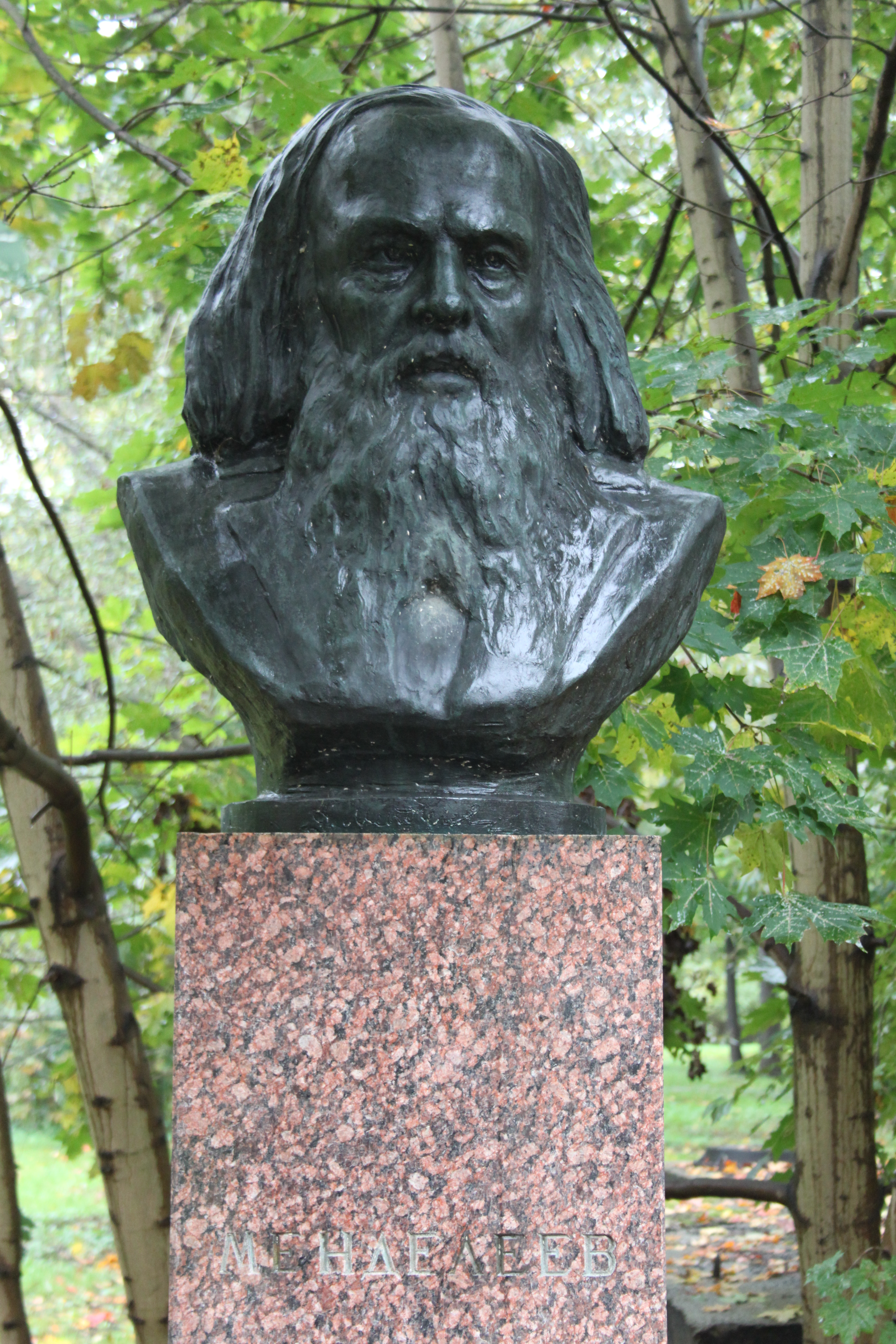
Dmitri Mendelejew (1935), Institut für Experimentelle Medizin, Uliza Akademika Pawlowa 9, St. Petersburg
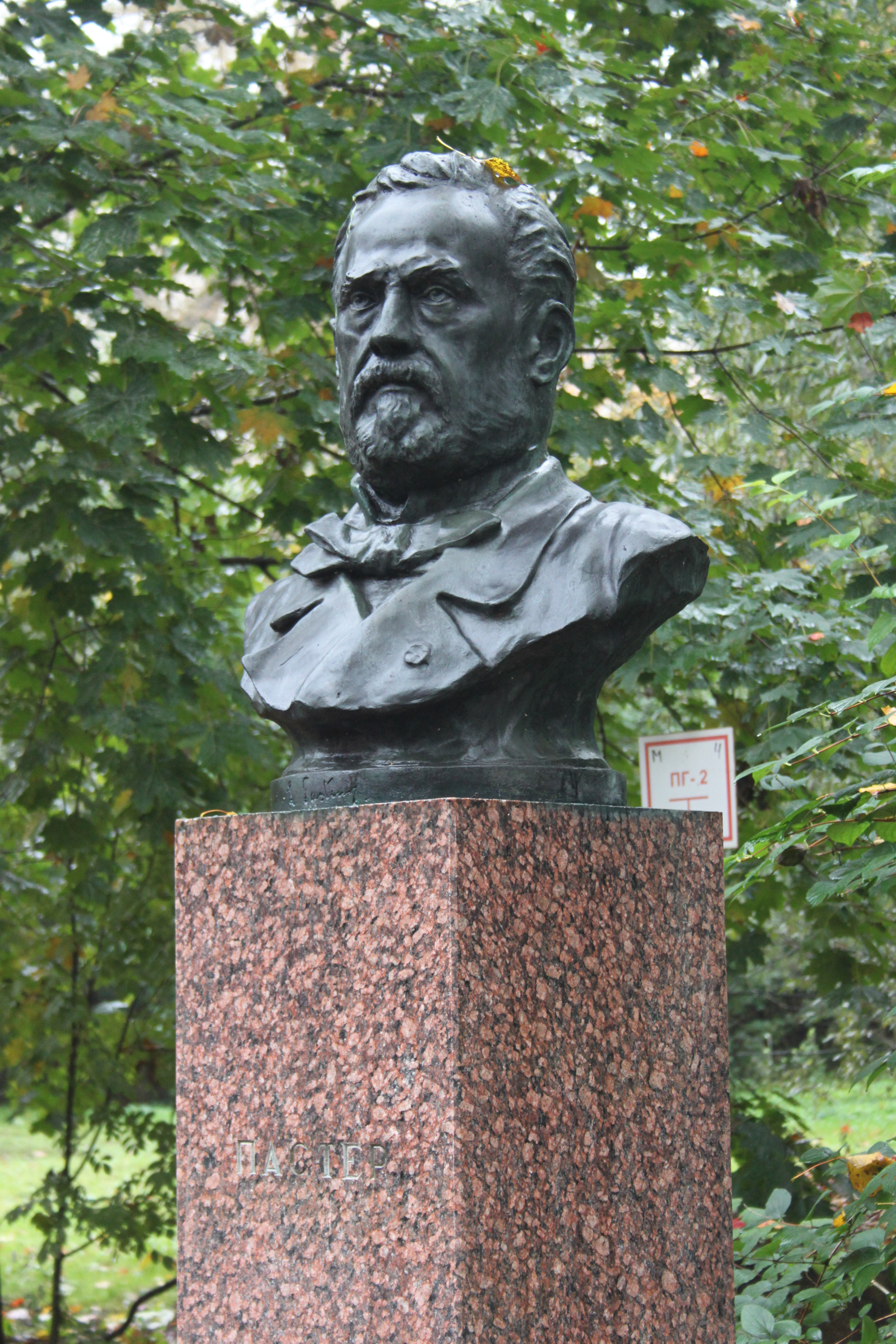
Louis Pasteur (1935), Institut für Experimentelle Medizin, Uliza Akademika Pawlowa 9, St. Petersburg
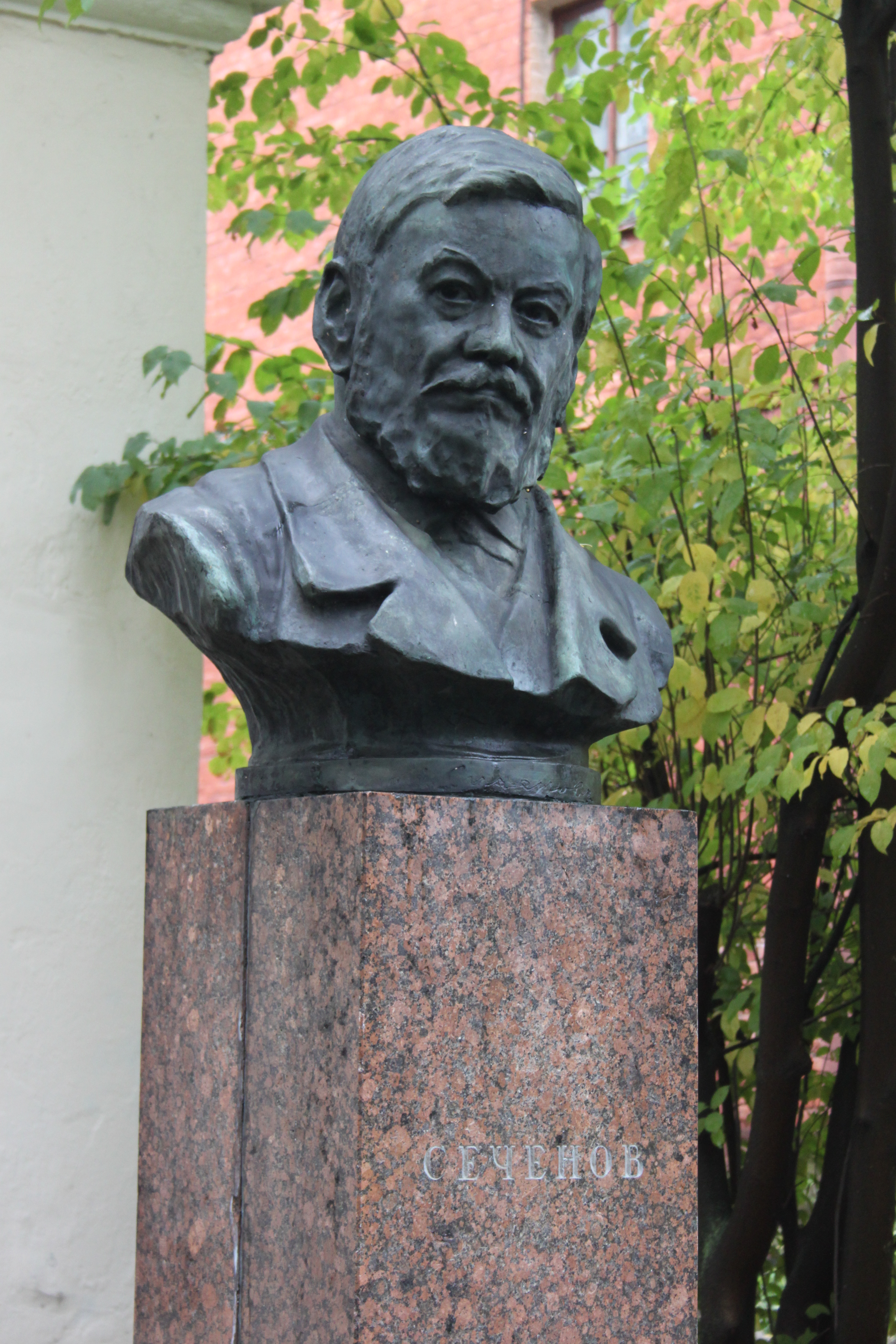
Iwan Setschenow (1935), Institut für Experimentelle Medizin, Uliza Akademika Pawlowa 9, St. Petersburg
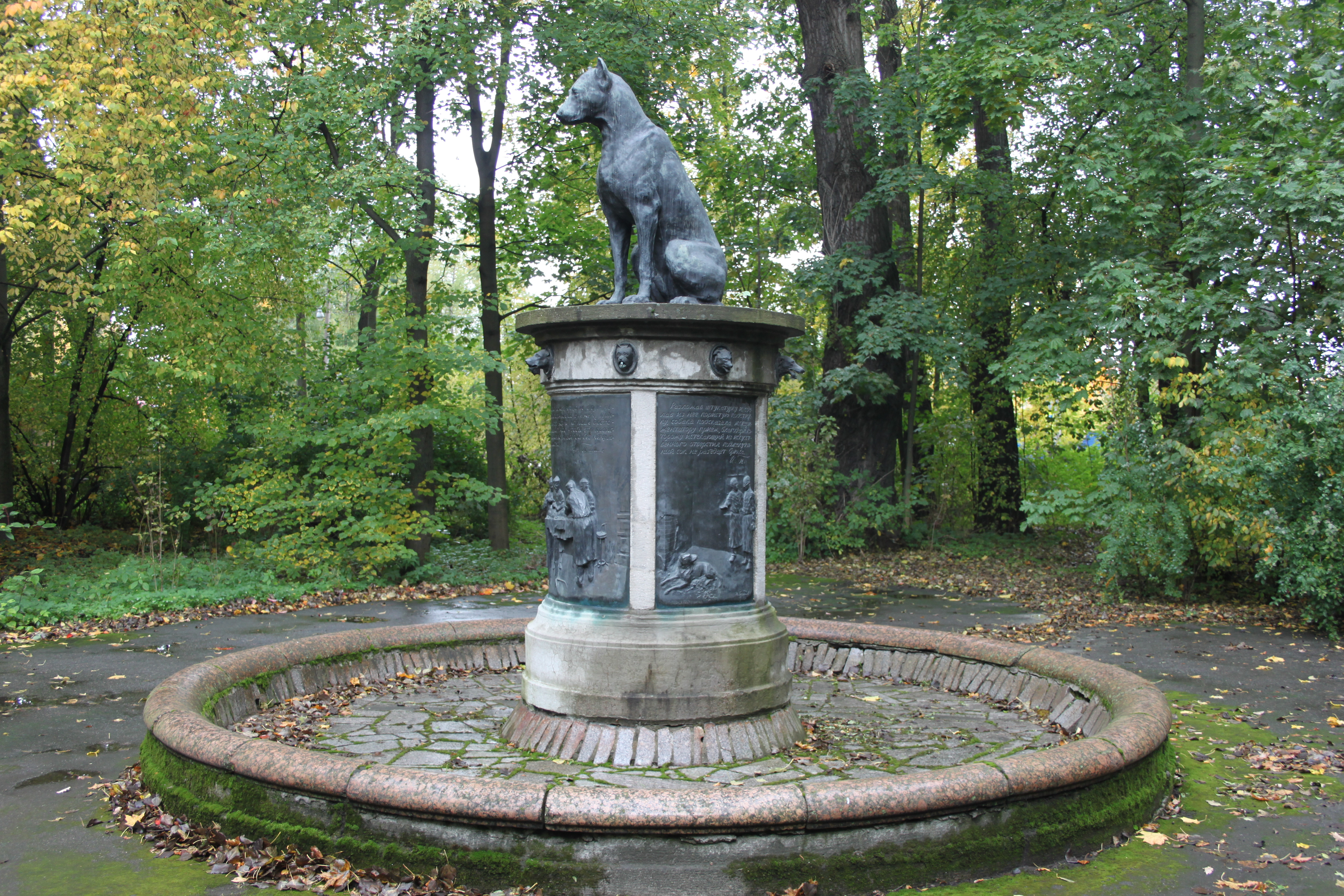
Denkmal für Pawlows Hund (1935), Institut für Experimentelle Medizin, Uliza Akademika Pawlowa 9, St. Petersburg
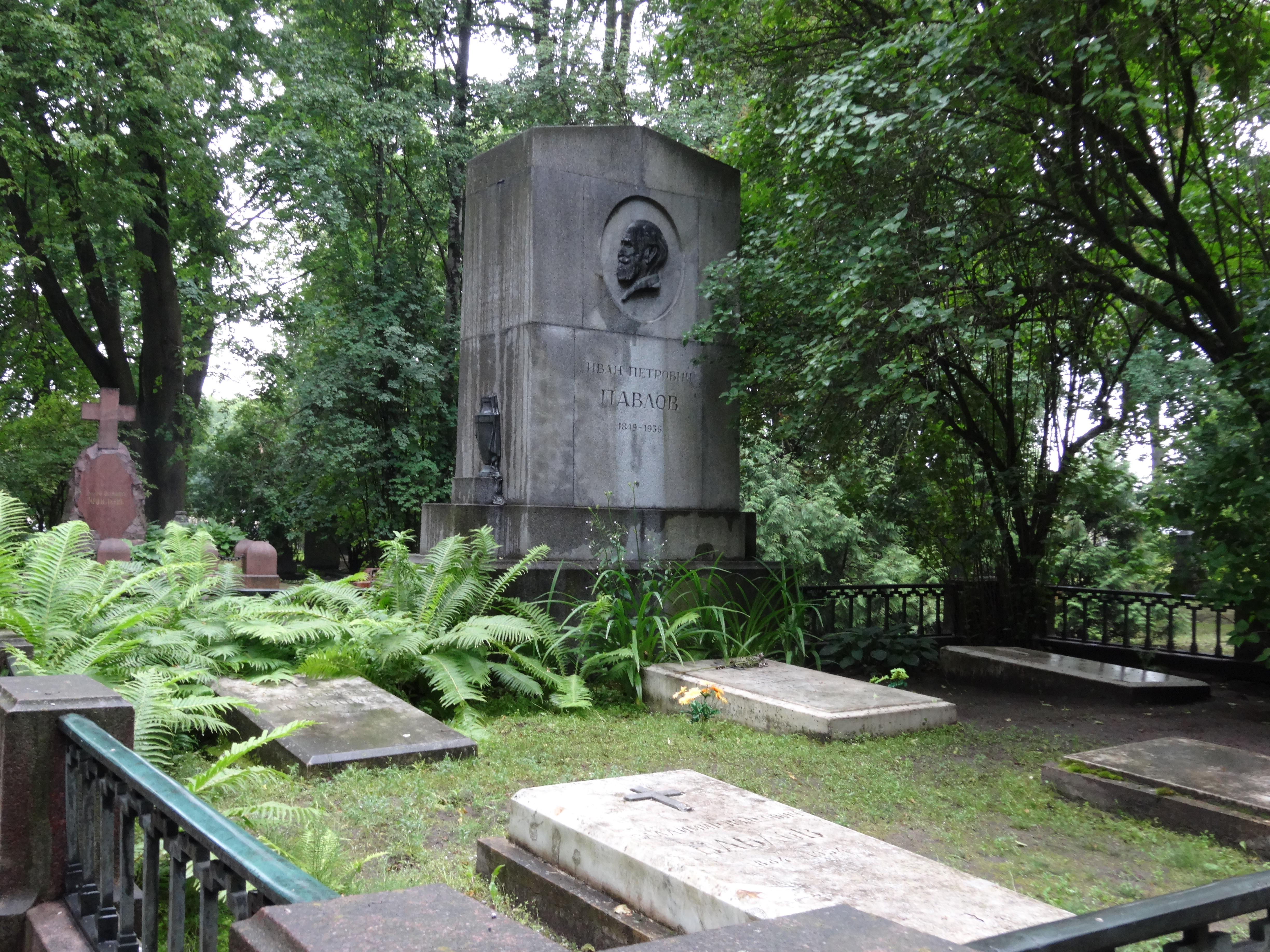
Iwan Pawlows Grabmal (1936), Literatenbrücken, Wolkowo-Friedhof, St. Petersburg